# Aminofillina
L'aminofillina, teofillina-etilendiammina, è il sale etilendiamminico della teofillina. In forma salificata la teofillina si comporta da acido debole e l'etilendiammina da base. Da dati di Farmacopea Ufficiale Italiana XII ed., la teofillina-etilendiammina contiene non meno dell'84,0 per cento e non più dell'equivalente dell,87,4 per cento di teofillina (C7H8N4O2; Mr 180,2) e non meno del 13,5 per cento e non più dell'equivalente del 15,0 per cento di etilendiammina (C2H8N2; Mr 60,1), entrambe calcolate con riferimento alla sostanza anidra.
Si presenta sotto forma di polvere bianca o leggermente giallastra, a volte granulare, molto solubile in acqua (la soluzione diventa torbida per assorbimento di anidride carbonica), praticamente insolubile in etanolo.  Grazie a tale formulazione la solubilità in acqua viene accentuata (Aminofillina :1g in 6 ml di acqua) (Teofillina: 1 g in 120 ml di acqua).

## Indicazioni
Viene utilizzato per trattare particolari tipi di ostruzione che riguardano le vie aeree.

## Dosaggi
- 100–300 mg 3-4 volte (via orale)
- Asma 500 ug/kg/ora (via infusione endovenosa)

## Effetti indesiderati
Fra gli effetti collaterali più frequenti si riscontrano ipokaliemia, orticaria, eritema, forme di dermatite, cefalea, nausea, insonnia.